# Deborah De Robertis
Deborah De Robertis, född 12 februari 1984, är en luxemburgsk performancekonstnär, fotograf och filmskapare.

## Biografi
De Robertis studerade vid Bryssels konstskola. I sin performancekonst ifrågasätter hon traditioner och konventioner, i synnerhet förhållandet mellan man och kvinna. Från september till november 2013 studerade hon vid Cité Internationale des Arts i Paris, där konstnärer kan verka och ställa ut.

### Performancekonst

Världens ursprung av Gustave Courbet från 1866, som De Robertis utförde sin performance framför 2014.

Hon blev känd för en bredare allmänhet den 29 maj 2014 då hon, iförd en paljettklänning i guld, gick in på Musée d’Orsay och blottade sitt kön framför Gustave Courbets målning Världens ursprung (1866). De Robertis menar, att den performance hon utförde hjälpte henne att fördjupa sin egen syn på hur museibesökarna ser på Courbets framställning av en vagina och hur de ser på en riktig vagina. När hon satte sig med särade ben framför målningen, blev hon, enligt henne själv, en åskådare på en scen – en åskådare som betraktar besökarnas reaktioner. Ett liknande syfte hade hon när hon naken spelade in intervjufilmen Les Hommes de l'art; hon ville se de manliga intervjuobjektens blickar och reaktioner.

Olympia av Édouard Manet från 1863, som De Robertis lade sig naken framför i en performance 2016.

Den 16 januari 2016 återvände De Robertis till Musée d’Orsay och lade sig naken framför Édouard Manets målning Olympia (1863). Hon blev då gripen av polis och satt anhållen i 48 timmar.